# Aspergillus peyronelii
Aspergillus peyronelii är en svampart som beskrevs av Sappa 1955. Aspergillus peyronelii ingår i släktet Aspergillus och familjen Trichocomaceae.   Inga underarter finns listade i Catalogue of Life.